# Swakopmund (Schiff, 1939)
Die Swakopmund war ein in Hamburg für eine türkische Reederei gebautes, aber beim Beginn des Zweiten Weltkriegs vom Deutschen Reich in Besitz genommenes Kombischiff, das ab September 1941 von der Kriegsmarine als Kommandantur- und Wohnschiff bei einer U-Boot-Ausbildungseinheit genutzt wurde.

## Bau und technische Daten
Das Schiff, eins von drei Schwesterschiffen, wurde 1938 bei Blohm & Voss in Hamburg mit der Baunummer 521 auf Kiel gelegt, lief dort 1939 vom Stapel und erhielt den Namen Egemen (= Souverän). Auftraggeber waren die staatlich-türkische Reederei „Devlet Denizyolları ve İşletmeleri Umum Müdürlüğü“ (Generaldirektion für staatliche maritime Linien und Unternehmen) und die staatliche DenizBankin Istanbul. Es war 117,25 lang und 15,98 m breit, hatte einen Tiefgang von 6,22 m und war mit 6133 BRT und 3139 NRT vermessen. Die Doppelwellen-Maschinenanlage bestand aus vier Dampfkesseln, zwei Dreifachexpansions-Dampfmaschinen von Blohm & Voss und zwei Bauer-Wach-Abdampfturbinen. Sie leistete 4600 PS und ermöglichte über zwei Schrauben eine Dienstgeschwindigkeit von 15 Knoten. Das Schiff bot Platz für 610 Passagiere in drei Decks im Deckshaus mittschiffs und in zwei Decks im Rumpf und hatte vier Laderäume. Je ein Pfahlmast mit zwei Ladebäumen mit einer Tragfähigkeit von 2,5 t befand sich auf dem Vor- und Hinterdeck, und ein großer, leicht geneigter Schornstein befand sich mittig auf dem Deckshaus.

## Geschichte
Die drei Schiffe waren beim Beginn des deutschen Überfalls auf Polen noch nicht ausgeliefert und lagen noch in der Werft. Nach längeren Verhandlungen zwischen der Türkei und dem Deutschen Reich wurde der Vertrag zwischen der Werft und den Auftraggebern im Januar 1941 storniert und im Februar erstattete die Werft die bereits erhaltenen Anzahlungsraten zurück. Das Schiff, wie auch seine beiden Schwesterschiffe, wurde der Reederei Deutsche Afrika-Linien zum Management übergeben und in Swakopmund umbenannt.
Bereits im Februar 1941 wurde das Schiff von der Kriegsmarine requiriert und zum Wohn- und Stabsschiff umfunktioniert. Im April und Mai 1941 diente es als Zielschiff beim U-Boot-Stützpunkt Kiel, danach von Juni 1941 bis April 1942 als Begleitschiff bei der 26. U-Flottille in Pillau und schließlich bis Kriegsende als Kommandantur-, Wohn- und Zielschiff bei der im September 1941 auf der Halbinsel Hela eingerichteten Technischen Ausbildungsgruppe für Front-U-Boote (AGRU-Front), wo unter frontähnlichen Bedingungen alle möglichen Arten von Ausfällen simuliert wurden, um die U-Boot-Besatzungen auf jede mögliche Überraschung vorzubereiten. Die AGRU-Front verlegte im März 1945 von Hela nach Bornholm und im April nach Eckernförde.
In der letzten Kriegswoche, am 3. Mai 1945, ankerten die Swakopmund und fünf weitere bei U-Boot-Ausbildungsflottillen eingesetzte Wohn- und Depotschiffe südöstlich der Insel Fehmarn. Nach einem ersten, erfolglosen Bombenangriff von sieben Hawker Typhoon Kampfflugzeugen der Royal Air Force wurden die Schiffe noch weiter auseinandergezogen, und drei von ihnen verlegten auf die Nordseite von Fehmarn. Am Abend gegen 19 Uhr 20 griffen elf Hawker Typhoon die südlich von Fehmarn verblieben Schiffe erneut mit 250-kg-Bomben an. Die Wega erhielt zwei Treffer, geriet in Brand und bekam Schlagseite nach Steuerbord, blieb jedoch schwimmfähig. Die Swakopmund wurde mittschiffs von zwei Bomben getroffen; jeweils zwei weitere Bomben verfehlten sie unmittelbar an Backbord und Steuerbord. Das Schiff geriet in Brand und kenterte schließlich in relativ flachem Wasser.
Das Wrack wurde 1950 gehoben und verschrottet.